# Прозорово (Гагарінський район)
Прозорово (рос. Прозорово) — присілок Гагарінського району Смоленської області Росії. Входить до складу Родомановського сільського поселення.
Населення — 19 осіб. 